# دودگاه
دودگاه (به لاتین: Dudgah) یک منطقهٔ مسکونی در افغانستان است که در ولسوالی تیشکان واقع شده‌است.